# Chamaecrista jaegeri
Chamaecrista jaegeri là một loài thực vật có hoa trong họ Đậu. Loài này được (Keay) Lock miêu tả khoa học đầu tiên.